# Sito di restrizione
Un sito di restrizione viene definito come una particolare sequenza di DNA (da 4 a decine di paia di basi in lunghezza) riconosciuta da un enzima di restrizione o endonucleasi come il punto in cui tagliare la molecola di DNA. Questi siti sono in genere sequenze palindrome e con una sequenza ben precisa. Un enzima di restrizione può tagliare all'interno di tali sequenze o nelle sue vicinanze, mentre nel caso di enzimi di restrizione del III tipo, la sequenza consenso può anche essere distante diverse centinaia di basi.
Un esempio di sito di restrizione per una endonucleasi di tipo II
```
5'...GAATTC...3'
     ||||||
3'...CTTAAG...5' 
```

In questo caso il sito di restrizione coincide con il sito di taglio: l'enzima EcoRI produce un taglio sfalsato creando due estremità (dette coesive) a singolo filamento al 5':
```
5'...G    AATTC...3'
     |        |
3'...CTTAA    G...5'
```

I siti di restrizione sono delle normali sequenze di basi, lunghi dai 4 fino a diverse decine di paia di basi, per cui si possono trovare più o meno facilmente nel genoma. Finora sono state scoperte e documentate centinaia di sequenze consenso specifiche per uno o più enzimi.

## Uso in biologia molecolare
La conoscenza delle sequenze dei siti di restrizione delle endonucleasi è di fondamentale importanza in biologia molecolare, poiché ha permesso lo sviluppo di varie tecniche, tra cui il clonaggio.
Il più comune è l'enzima EcoRI, capace di riconoscere la sequenza G^AATTC/CTTAA^G (con ^ indicante il sito di taglio) lasciando delle estremità protrudenti (una porzione terminale della molecola di DNA senza basi complementari), AATT, conosciute come sticky end. In biologia molecolare queste estremità vengono utilizzate per ligare, attraverso una DNA ligasi, il frammento ottenuto con uno digerito con lo stesso enzima, e che quindi avrà le medesime estremità protrudenti, come nel caso del clonaggio. Non tutti gli enzimi producono questo tipo di estremità: alcuni formano delle estremità tronche, note in inglese come blunt end.